# Interessensphäre
Als Interessensphäre (alternativ Einflusssphäre) bezeichnet man in der Geopolitik diejenigen fremden Gebiete, Länder oder Kontinente, in denen ein Staat politische, wirtschaftliche, soziale oder sonstige Interessen besitzt oder geltend machen möchte. In der Regel handelt es sich bei den einflussnehmenden Staaten um Großmächte. Je nach den geographischen, kulturellen, geschichtlichen oder politischen Gegebenheiten können aber auch andere Staaten Interessensphären durchsetzen.
Die Interessensphären verschiedener Staaten können sich auf dieselben Gebiete beziehen und sich dabei gegenseitig überschneiden. In diesem Fall kann es zu Synergien, aber auch zu Interessenkonflikten kommen. Hierbei können Interessen mithilfe von Diplomatie oder aber mit militärischer Gewalt durchgesetzt werden.

## Ausschließliche Interessensphären

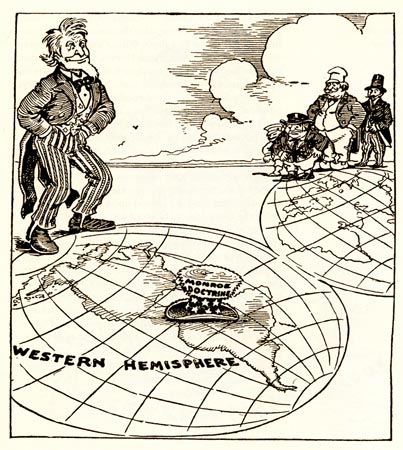
Cartoon zur Monroe-Doktrin

Manche Staaten beanspruchen für sich ausschließliche Interessensphären, in denen sie sich die Einmischung anderer Staaten verbieten und bei Nichtbeachtung durch fremde Mächte gegebenenfalls mit Krieg drohen.
Die Vereinigten Staaten von Amerika definierten im 19. Jahrhundert in der Monroe-Doktrin die nord- und südamerikanischen Kontinente als ihre ausschließliche Interessensphäre. So empfand die US-Regierung die Stationierung von Raketen auf Kuba durch die Sowjetunion (Kubakrise) 1962 sowie die Unterstützung der kubanischen Regierung nicht nur als militärische Bedrohung, sondern auch als unzulässige Einflussnahme in ihre ausschließliche Interessensphäre. Dieser Konflikt führte die Welt damals an den Rand der nuklearen Vernichtung. Ein weiteres Beispiel für die Verteidigung ihrer Interessensphäre ist in dem Sturz der gewählten Regierung von Salvador Allende in Chile 1973 zu sehen. Die putschenden rechten Militärs wurden hierbei von der CIA unterstützt.
Die USA waren in der Zeit des Kalten Krieges (und danach) in Westeuropa bereit, den territorialen und politischen Status quo notfalls militärisch zu unterstützen, und beließen aus diesem Grund große Truppenverbände in Europa, vor allem in der Bundesrepublik Deutschland und Großbritannien. Die Interessensgruppe der verbundenen Staaten ist die NATO, in der die USA den maßgeblichen politischen und militärischen Einfluss haben. Sie stellen dort den SACEUR (Supreme Allied Commander EURope, Oberbefehlshaber der NATO-Truppen in Europa) sowie den Oberbefehlshaber der NATO im Mittelmeerraum. Dieser dominierende Einfluss in der NATO wurde insbesondere von Frankreich unter Charles de Gaulle in Frage gestellt.
Am 27. Juni 2014 erwähnte Bundespräsident Joachim Gauck die Krise in der Ukraine aus Anlass einer Ausstellungseröffnung zum hundertjährigen Jahrestag des Attentats von Sarajevo, das den Ersten Weltkrieg auslöste: „Der Widerstand Russlands gegen eine Annäherung der Ukraine an die Europäische Union hat uns mit Denk- und Verhaltensmustern konfrontiert, die wir auf unserem Kontinent für längst überwunden hielten. Was wir heute erleben, ist altes Denken in Macht- und Einflusssphären – bis hin zur Destabilisierung fremder Staaten und zur Annexion fremder Territorien“.